# 극동인민대표회의
극동인민대표회의(極東人民代表大會)는 1922년 1월 21일부터 2월 2일까지 모스크바에서 열린 코민테른 국제회의이다. 최종회의는 레닌그라드(現 상트페테르부르크)에서 열렸다. 극동피압박민족대회, 극동피압박인민대회, 극동민족대회, 극동무산자대회 등으로도 불린다.

## 개요
극동인민대표대회는 1920년에 열렸던 '제2차 코민테른 국제대회'에서 채택한 (민족,식민지문제에 관한 테제)에 입각, 극동의 파압박민족 문제를 다룬 회의로서, 미국 워싱턴 D.C.에서 열린 워싱턴 회의에 대응하여 개최된 회의였다. 코민테른 집행위원회는 1922년 1월 21일부터 2월 2일까지 동아시아 각국 공산당 및 민족 혁명 단체 대표자들을 모스크바로 불러 연석회의를 개최하였다. 이 대회는 “약소민족은 단결하라”는 표어를 내걸고, 동아시아 지역의 공산주의 운동과 민족 해방 운동을 지원하기 위한 목적을 가지고 있었다. 처음에는 이르쿠츠크에서 개최될 예정이었지만, 대표자들의 도착이 늦어지면서 대회를 연기하여 모스크바에서 개최하였다.
중국, 한국, 일본, 몽고, 인도네시아 등 9개국이 참가했으며, 참가자는 144명이었다. 한국대표단은 23개 단체 대표 52명으로 구성되었는데, 이는 대표총수 144명의 3분의 1을 넘는 숫자였다. 의장단에 김규식과 여운형이 선출되었다. 주요인물은 이동휘, 박진순, 여운형, 장건상, 박헌영, 임원근, 김단야, 김규식, 나용균, 김시현, 김원경, 권애라 등이었다. 이동휘는 불참했다가 폐회 무렵 도착했다.
극동인민대표대회에 한국인 참석자가 많았던 것은 당시 소련과 코민테른이 식민지 민족 해방 운동에 대해 적극적 지원을 표명하였기 때문에, 한국 독립운동에 이들의 원조를 받기 위한 기대에서였다. 특히 파리 강화회담과 워싱턴 회의에서 보인 서구 열강의 일본 식민 통치 묵인과 한국 독립 문제에 대한 무관심한 태도에 실망한 많은 한국의 독립운동가들이 공산주의에 동의하지 않음에도 불구하고 이념을 떠나 이 회의에 상당수 참여하였다. 이 때문에 한국 문제에 대해서 워싱턴 회의와는 다른 결론이 도출되었다. 극동인민대표대회는 워싱턴 회의에서 미국, 영국, 일본, 프랑스가 체결한 ‘4국 조약’을 일본 제국주의와 결탁한 ‘흡혈귀 동맹’으로 규탄하며, 한국의 독립을 지지하였다. 구체적으로는 첫째, 한국은 농업국으로 농민 가운데 민족주의에 동조하는 자를 움직여 민족 운동을 일으킬 것과 둘째, 대한민국 임시 정부를 지지하며 이를 개량하고 촉진시킬 것을 결의하였다.
상하이로 돌아온 여운형 등은 극동인민대표대회 결의에 따라 민족통일전선 결성을 위해 1923년 1월 23일, 국민대표회의를 열어 대한민국 임시 정부의 진로를 비롯한 독립운동 방안에 대해 논의하였으나 임시 정부 개조문제를 둘러싸고 창조파와 개조파 의견이 대립하여 결렬되었다.

## 같이 보기
- 코민테른
- 국민대표회의